# Schloss Wespenstein
Das Schloss Wespenstein liegt in der Stadt Gräfenthal in Thüringen direkt an der Grenze nach Bayern. Es sicherte den Passabschnitt eines mittelalterlichen Heer- und Handelsweges von Leipzig über Saalfeld nach Nürnberg über den Kamm des Thüringer Schiefergebirges und hatte somit strategische Bedeutung.

## Geschichte

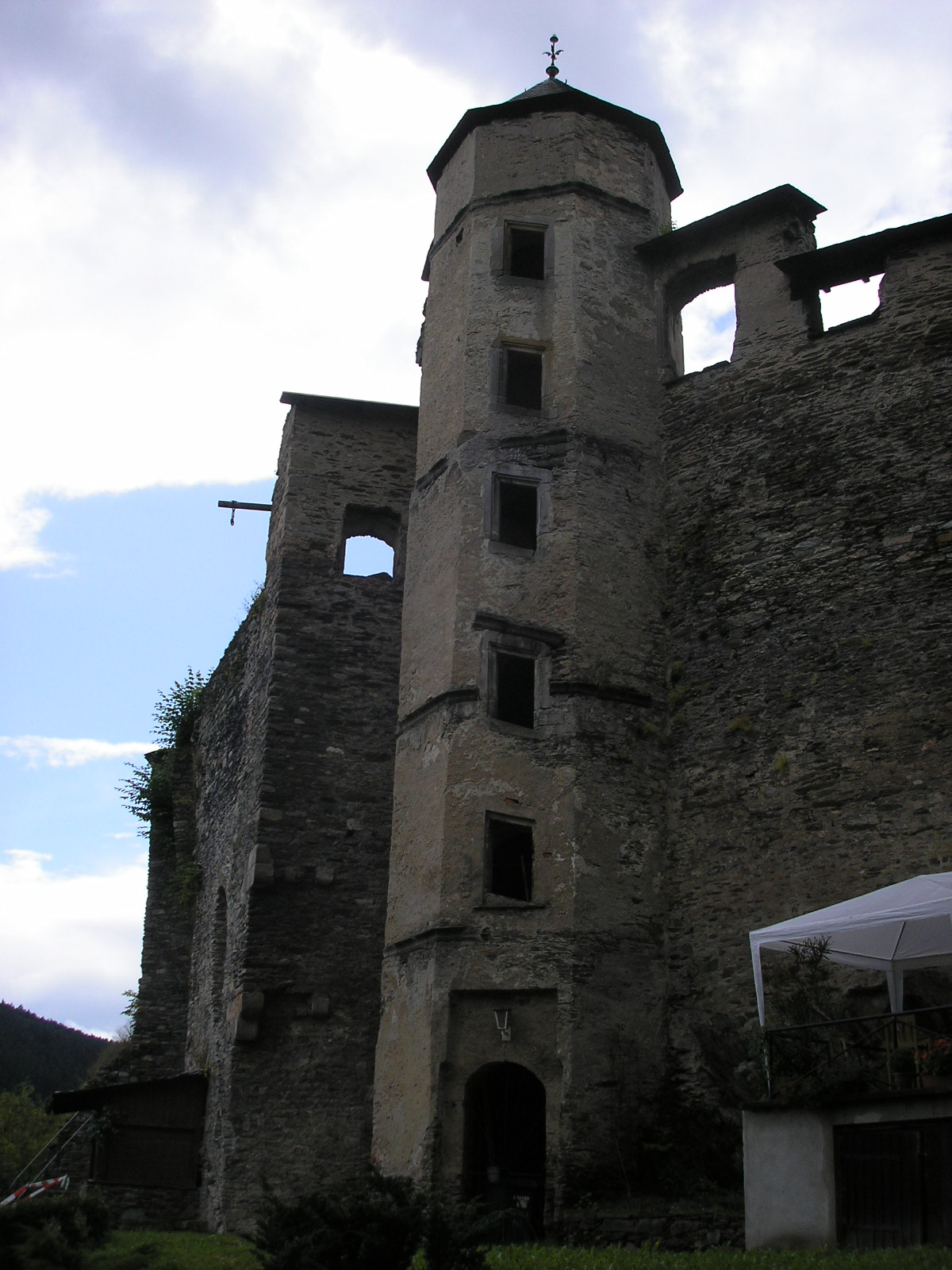
Der Wendelstein – Treppenturm von 1571

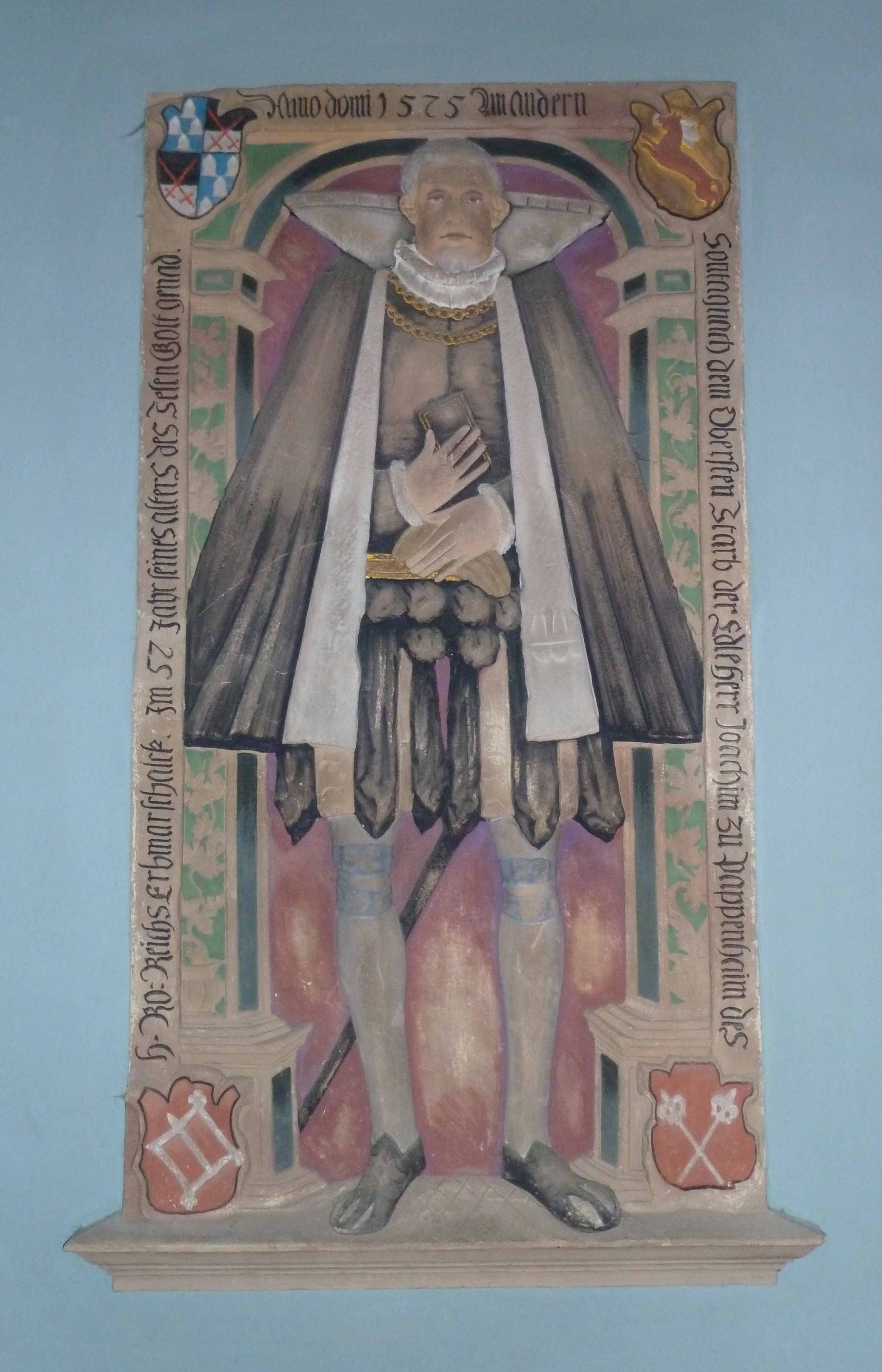
Grabplatte des Joachim von Pappenheim in der Stadtkirche St. Marien

Um 1250 von den Grafen von Orlamünde vermutlich auf dem Grund eines alten ludowingischen Herrensitzes als Zollhaus erbaut, wurde es erstmals 1337 als Hus Greventhal urkundlich erwähnt. Die Grafen von Orlamünde belehnten damit erst die Herren von Gräfendorf, nutzten das Schloss aber schließlich, als sie ihre Stammlande im Orlagau nach und nach an die Wettiner verloren, selbst als Residenz im südlichen Orlagau neben ihrer Burg Lauenstein. Otto XI. von Weimar-Orlamünde-Gräfenthal kam nach einer Erbteilung 1414 in den Besitz des Schlosses und lebte hier bis 1424. 1426 veräußerte er das Schloss an Herzog Friedrich I. von Sachsen, nachdem es sein Vater Otto X. von Weimar-Orlamünde-Lauenstein wegen zunehmenden wirtschaftlichen Niederganges schon 1394 mit allen zugehörigen Orten und Rechten den Wettinern zu Lehen angetragen hatte, und verbrachte den Rest seines Lebens auf der Motte Lichtentanne und auf dem Besitz seiner verstorbenen Gemahlin auf Schloss Beichlingen.
1438 erwarben die Reichserbmarschälle von Pappenheim das Schloss und die Herrschaft. Der erste Besitzer und Begründer der Gräfenthaler Linie war Conrad von Pappenheim. Sebastian von Pappenheim, verheiratet mit Ursula von Wallenrod, baute die Residenz ab 1517 großzügig aus. In dem nun stattlichen Schloss empfing er 1530 Martin Luther und den sächsischen Kurfürsten Johann. Seine Söhne Veit († 1556), verheiratet mit Elisabeth I. von Brandenstein, und Achatius II. († 1561), verheiratet mit Elisabeth II. von Brandenstein, führten den Ausbau bis 1541 weiter und empfingen im Jahr 1547 Kaiser Karl V. und Herzog Alba. Joachim von Pappenheim verstarb hier 1575. Am 19. Dezember 1599 verstarb der letzte Angehörige der Gräfenthaler Erblinie, Christoff Ullrich von Pappenheim. Ab dem Jahre 1612 hatte Philipp von Pappenheim aus der Rothensteiner Linie zusammen mit seinem Neffen Maximilian die Herrschaft Gräfenthal inne. Mit Philipps Tode 1619 fiel sie komplett an Maximilian von Pappenheim zurück. Dieser verkaufte die Herrschaft Gräfenthal 1621 für 130.000 Gulden an Herzog Johann Philipp von Sachsen-Altenburg aus dem Haus Wettin, das nach wie vor die von den Orlamündern erworbene Lehenshoheit besaß. Maximilian ließ sich ab 1620 bis 1624 das neue Schloss Hohenlupfen (in der von seinem Vater Conrad von Pappenheim erworbenen Herrschaft Stühlingen) erbauen.

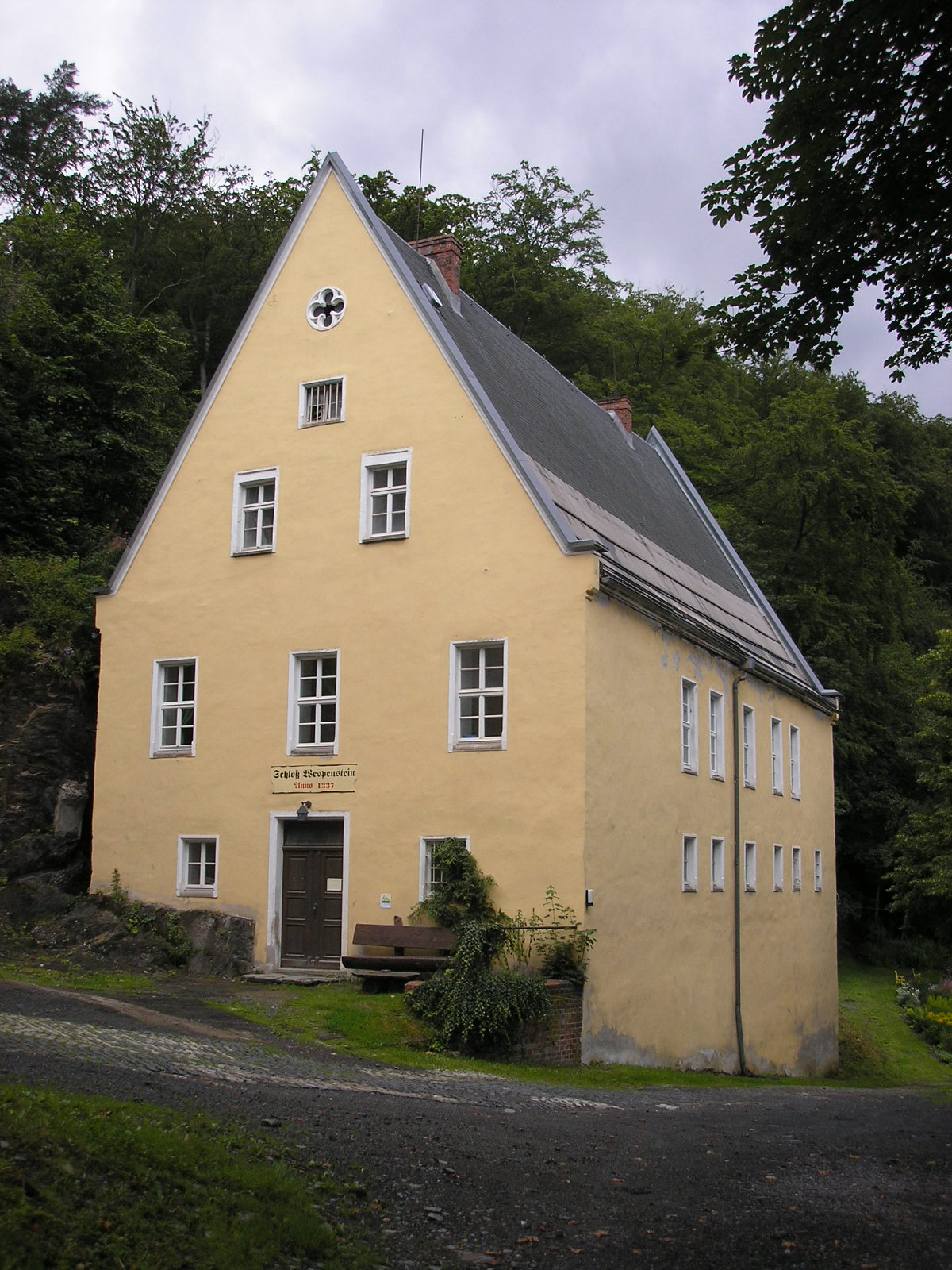
Ehemalige Fronfeste des s.-m. Landgerichts

Nach 1621 war das Schloss Residenz der Herzöge von Sachsen-Altenburg und Sitz eines herzoglich-sächsischen Amtmanns und Schössers. 1679 gelangte es in den Besitz des Herzogtums Sachsen-Gotha, 1680 des Herzogtums Sachsen-Saalfeld bzw. ab 1735 Sachsen-Coburg-Saalfeld. 1686 brannte es zum großen Teil nieder und wurde nur teilweise wieder aufgebaut. 1826 wurde das Amt Gräfenthal Teil des Herzogtums Sachsen-Meiningen. Das Schloss diente ab 1829 als Stadt- und Landgericht, 1879–1949 als Amtsgericht Gräfenthal. Von 1826 bis 1829 erhielt das Amtshaus sein heutiges Aussehen. 1920 ging das Schloss in das Eigentum des Landes Thüringen über. Seit 1994 ist es Privatbesitz und ging 2007 an die gemeinnützige Schloss Wespenstein Stiftung.

## Erhaltungszustand

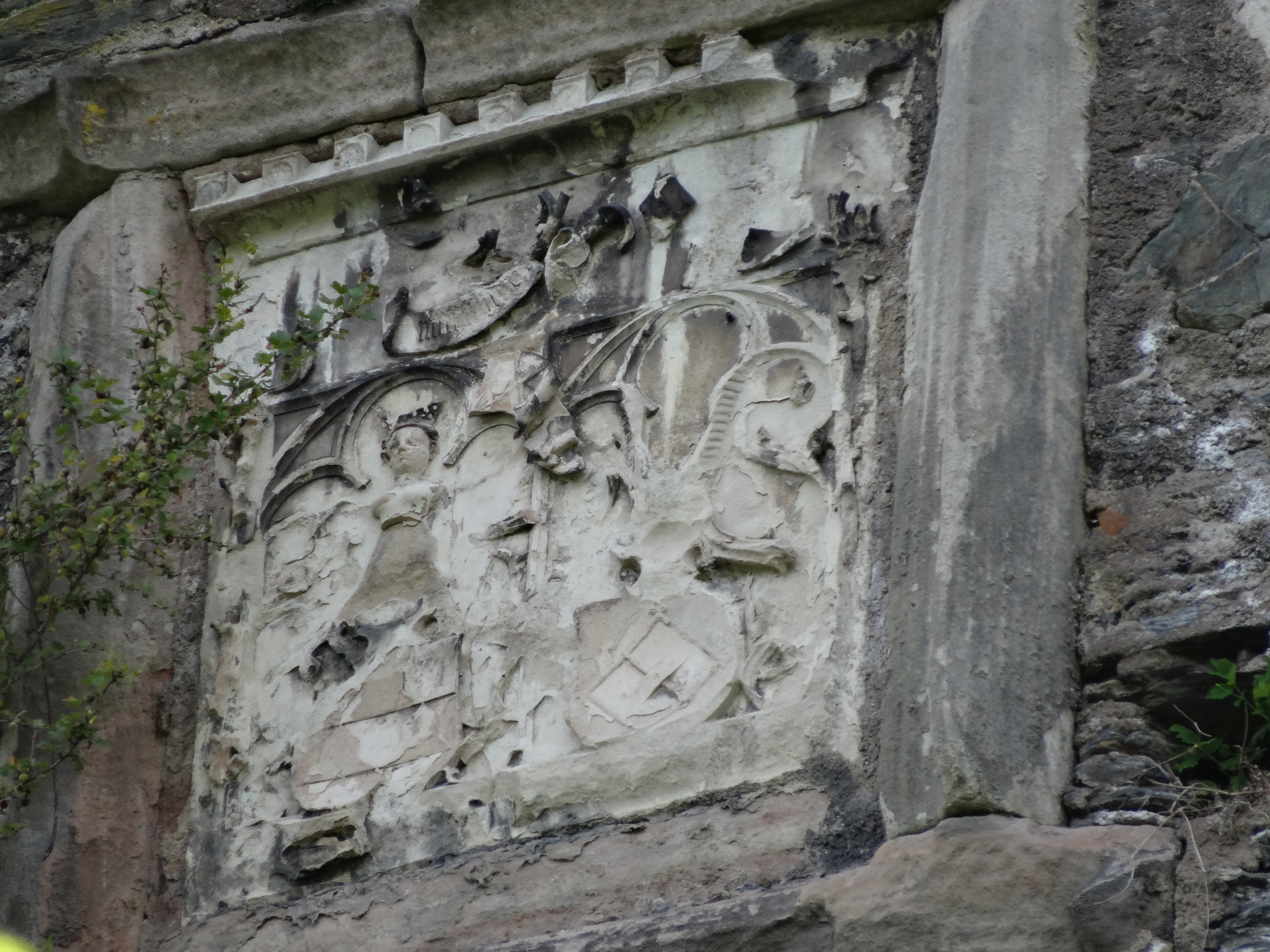
Koalitionswappen über dem ehemaligen Hauptaufgang

Unter anderem ist die Schlosskapelle erhalten, in der Martin Luther gepredigt hat. Sie ist saniert und kann für Hochzeiten und Gottesdienste genutzt werden. Das Amtsgebäude, die Fronfeste und eine Zisterne sind erhalten, geschädigte Dachteile repariert. Die Umfassungsmauern im Bereich des ehemaligen Hauptaufganges und an der Ostseite sind größtenteils verfallen. In den Bauteilen am Treppenturm und um den Amtmanngarten sind Räume vollständig verschüttet, deren Lage und Bestimmung teilweise unbekannt. Die Mauerreste werden nach und nach gesichert, die verschütteten Räume und Gewölbe durch Schuttberäumungen freigelegt und durch Grabungen dokumentiert. Mauerausbrüche konnten verfüllt und Torbögen, Treppenpodeste und Türstürze freigelegt und wieder aufgemauert werden. Das Pappenheimer Wappen über dem ehemaligen Haupttor (um 1530) wird konserviert.  